# Fum

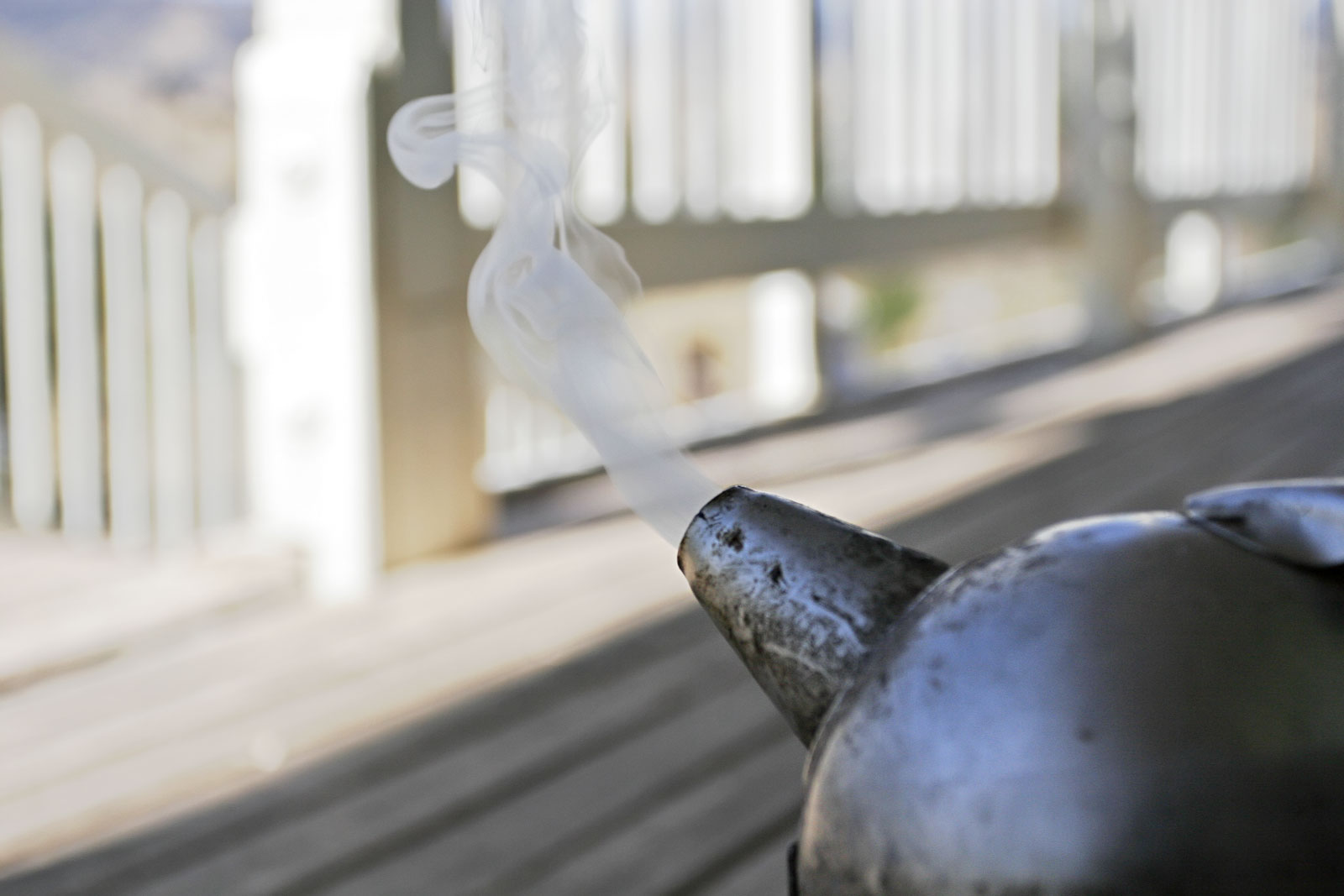
Fum per espantar les abelles (bee smoker)

El fum és un sistema dispers d'un gas en el qual hi ha partícules sòlides. La mida d'aquestes partícules oscil·la entre 0,005 i 0,01 μm. És un subproducte obtingut de la piròlisi o de la combustió incompleta de focs, brases, espelmes, xemeneies, motors de gasoli, etc.).
Aquestes substàncies són diferents segons el foc, el material cremat i l'ambient. En igualtat de condicions alguns materials emeten més fum que altres. Tot i que cada material emet un fum diferent, quant a color i densitat, de vegades és difícil saber el que s'està cremant, però ens pot orientar. Els colors que pot adoptar són: 
- Fum blanc: es dona per la combustió de materials vegetals.
- Fum groc: és produït per substàncies químiques que contenen sofre, àcid clorhídric o àcid nítric.
- Fum gris: s'emet per materials compostos per cel·lulosa o fibres artificials.
- Fum negre clar: és produït per la combustió del cautxú.
- Fum negre fosc: el produeixen els plàstics, petroli i materials acrílics.

Una altra classificació que podem fer del fum és si es crema o no en presència d'oxigen. El fum blanc normalment es produeix en incendis amb alt contingut d'oxigen mentre que el fum negre es dona en incendis amb falta d'oxigen.
La inhalació de fum és una de les principals causes d'asfíxia i mort de les víctimes d'un incendi. El fum mata per intoxicació, ja que molts dels seus components són tòxics i/o irritants, com és el cas del monòxid de carboni. Conté també altres partícules cancerígenes, que a la llarga poden provocar càncer.

## Composició i propietats
Les partícules visibles del fum estan compostes principalment de carboni (sutge). Altres partícules poden estan constituïdes per gotes de quitrà condensat o per partícules sòlides de cendra. Però, poden haver presents moltes altres espècies, ja que la composició del fum depèn de la naturalesa del combustible i de les condicions de la combustió. Depenent de la mida de les partícules, el fum pot ser visible o invisible a simple vista. El principal material que compon el fum són les partícules grans, encara que els principals danys són causats per la inhalació de les partícules petites.
Els focs amb una elevada disponibilitat d'oxigen cremen a temperatures altes i produeixen poca quantitat de fum. Les partícules que es generen es componen sobretot de cendra i d'aerosol condensat d'aigua. Però, els incendis amb poc contingut d'oxigen produeixen una àmplia gamma de compostos, molts d'ells tòxics. El carboni i l'hidrogen són oxidats completament a diòxid de carboni i aigua, tot i que es pot produir hidrogen gas en comptes d'aquest últim. En canvi, l'oxidació parcial del carboni produeix monòxid de carboni, i els materials que contenen nitrogen poden produir cianur d'hidrogen, amoníac i òxids de nitrogen.
La piròlisi de materials, especialment la combustió incompleta o el cremat sense un subministrament d'oxigen adequat, també produeix una gran quantitat d'hidrocarburs, tant alifàtics (metà, età, etilè, acetilè) com aromàtics (benzè i els seus derivats, hidrocarburs aromàtics policíclics) i terpens. També poden estar presents compostos heterocíclics, i els hidrocarburs més pesats es poden condensar a quitrà. El fum amb un elevat contingut de quitrà és d'un color groc marronós. La presència de molt de fum, sutge i/o dipòsits greixosos marrons durant un incendi indiquen una situació perillosa, ja que l'atmosfera pot estar saturada amb productes combustibles de la piròlisi amb una concentració per sobre del límit superior d'inflamabilitat i pot tenir lloc una explosió de fums o un flashover a causa d'una irrupció sobtada d'aire.
La presència de sulfurs en el combustible pot provocar la formació de diòxid de sofre o, si la combustió és incompleta, sulfur d'hidrogen. També es poden generar altres compostos sulfurats com sulfur de carbonil, disulfur de carboni i tiols; especialment els tiols tendeixen a quedar adsorbits sobre la superfície de partícules i produeixen una olor persistent, encara un cop s'ha apagat el foc. L'oxidació parcial d'hidrocarburs lliures condueix a la formació de molts altres productes: aldehids (formaldehid, acroleïna, furfural), cetones, alcohols (fenol, guaiacol, siringol, catecol, cresols) i àcids carboxílics (fòrmic, àcid acètic).
El contingut d'halògens (clorur de polivinil o retardants bromats per a la flama) poden conduir a la producció de clorur d'hidrogen, fosgen, dioxina, clorometà, bromometà i altres haloalcans. El fluorur d'hidrogen es pot formar a partir dels fluoroalcans i els òxids de fòsfor i antimoni es poden formar a partir d'alguns additius retardants del foc, cosa que augmenta la toxicitat del fum i la corrosivitat. La piròlisi dels bifenils policlorats (PCB) provinents, per exemple, del cremat de l'oli d'un transformador, pot produir 2,3,7,8-tetraclorodibenzodioxina, un potent carcinogen, i altres dibenzodioxines policlorades. La piròlisi de fluoropolímers, com per exemple el tefló, en presència d'oxigen formen fluorur de carbonil (que hidrolitza fàcilment a HF i CO₂); també es poden formar altres compostos, com per exemple tetrafluorur de carboni, hexafluoropropilè i perfluoroisobutè (PFIB), que és molt tòxic.

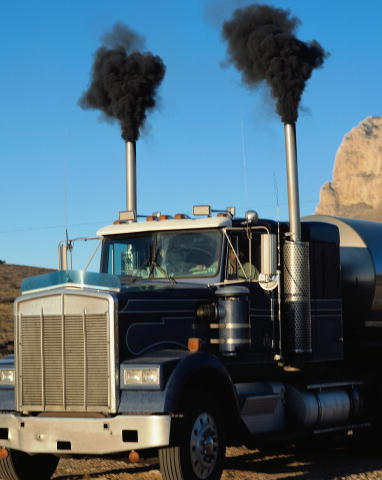
Emissió de sutge d'un camió dièsel que no utilitza filtres de partícules.

Els òxids de metalls també poden estar presents en el fum quan el combustible que es crema els conté. Un exemple són els coets, que contenen alumini, i els projectils d'urani, que després d'impactar s'encenen i produeixen partícules d'òxids d'urani. S'ha trobat la presència d'esferes de magnetita (òxid fèrric ferrós principalment) en el fum del carbó; el seu creixement després del 1860 va marcar el començament de la Revolució Industrial. També es poden produir nanopartícules d'òxids de ferro magnètiques en el fum provinent del cremat dels meteorits a l'atmosfera. Les partícules de sals inorgàniques poden estar formades per sulfat d'amoni, nitrat d'amoni o clorur de sodi. Si aquestes sals inorgàniques s'adsorbeixen a la superfície de les partícules de sutge les tornen hidròfiles.
Les cendres volants, de diàmetre petit, es componen principalment de sílice i d'òxid de calci. Les cenospheres estan presents en el fum dels combustibles d'hidrocarburs líquids, mentre que en els fums dels motors es poden trobar diminutes partícules de metalls produïdes per abrasió. Si el combustible conté traces d'urani, tori o altres radionúclids, el fum contindrà partícules radioactives, així com partícules calentes poden estar presents en el cas d'incendis durant els accidents nuclears (desastre de Txernòbil) o guerres nuclears.
Es poden classificar les partícules del fum segons la seva mida:
- Nuclei mode, amb una mitjana geomètrica del radi entre 2,5-20 nm. Es formen per condensació de restes de carboni.

- Acumulation mode, tenen un radi que oscil·la entre 75-250 nm i es formen per coagulació de partícules.

- Coarse mode, són partícules amb un radi de l'ordre de micròmetres.

La majoria del material que compon el fum pertany a aquest últim tipus de partícules, que són les que tenen el diàmetre major. Aquestes cauen ràpidament a causa del seu pes, encara que els danys que causen el fum a les àrees llunyanes del focus de l'incendi estan mediats principalment per les partícules més petites.
La combustió d'un combustible ric en hidrogen produeix aigua, cosa que fa que el fum resultant contingui vapor d'aigua i sigui de color blanc. Per tant, en absència d'altres substàncies (òxids de nitrogen, partícules...) el fum és blanc, semblant a un núvol.
Però, les emissions de fum poden contenir traces d'altres elements. El vanadi està present en les emissions de les plantes d'energia de petroli i refineries. Les plantes oleaginoses també emeten una mica de níquel. La combustió del carbó produeix emissions que contenen alumini, arsènic, crom, cobalt, coure, ferro, mercuri, seleni i urani, mentre que les traces de vanadi en els productes de combustió d'alta temperatura formen gotes de vanadats foses. Aquests ataquen les capes de passivació de metalls i causen la corrosió a alta temperatura, la qual cosa suposa una preocupació especialment en els motors de combustió interna. Els sulfats fosos i les partícules de plom tenen també aquest efecte.
Alguns components del fum són característics de la font de combustió. El fum provinent del cremat de la fusta sovint conté una gran quantitat d'aire sense reaccionar, diòxid de carboni i aigua. Conté també una gran varietat d'espores de floridures i VOCs (compostos orgànics volàtils). Els principals aldehids que es troben en el fum de fusta inclouen el formaldehid, l'acroleïna, el propionaldehid, el butiraldehid, l'acetaldehid i el furfural. També es troben benzens d'alquil, com el toluè. El guaiacol (2-metoxifenol) i els seus derivats són els productes de la piròlisis de la lignina i, per tant, també són característics del fum de fusta. Altres components són el siringol (1,3-dimetoxi-2-hidroxibenzè) i els seus derivats i altres fenols metoxi. El retene és un producte de la piròlisi dels arbres de coníferes, i és un indicador dels incendis forestals. I el levoglucosano és un producte de la piròlisi de la cel·lulosa. Els fums dels vehicles contenen nombrosos hidrocarburs aromàtics policíclics (PAHs), hopans (un triterpè), esterans i nitroarens (nitro hidrocarburs aromàtics) específics (per exemple 1-nitropirè). Sovint, la relació d'hopans i esterans es pot utilitzar per a distingir entre les emissions de motors de gasolina i de diesel.

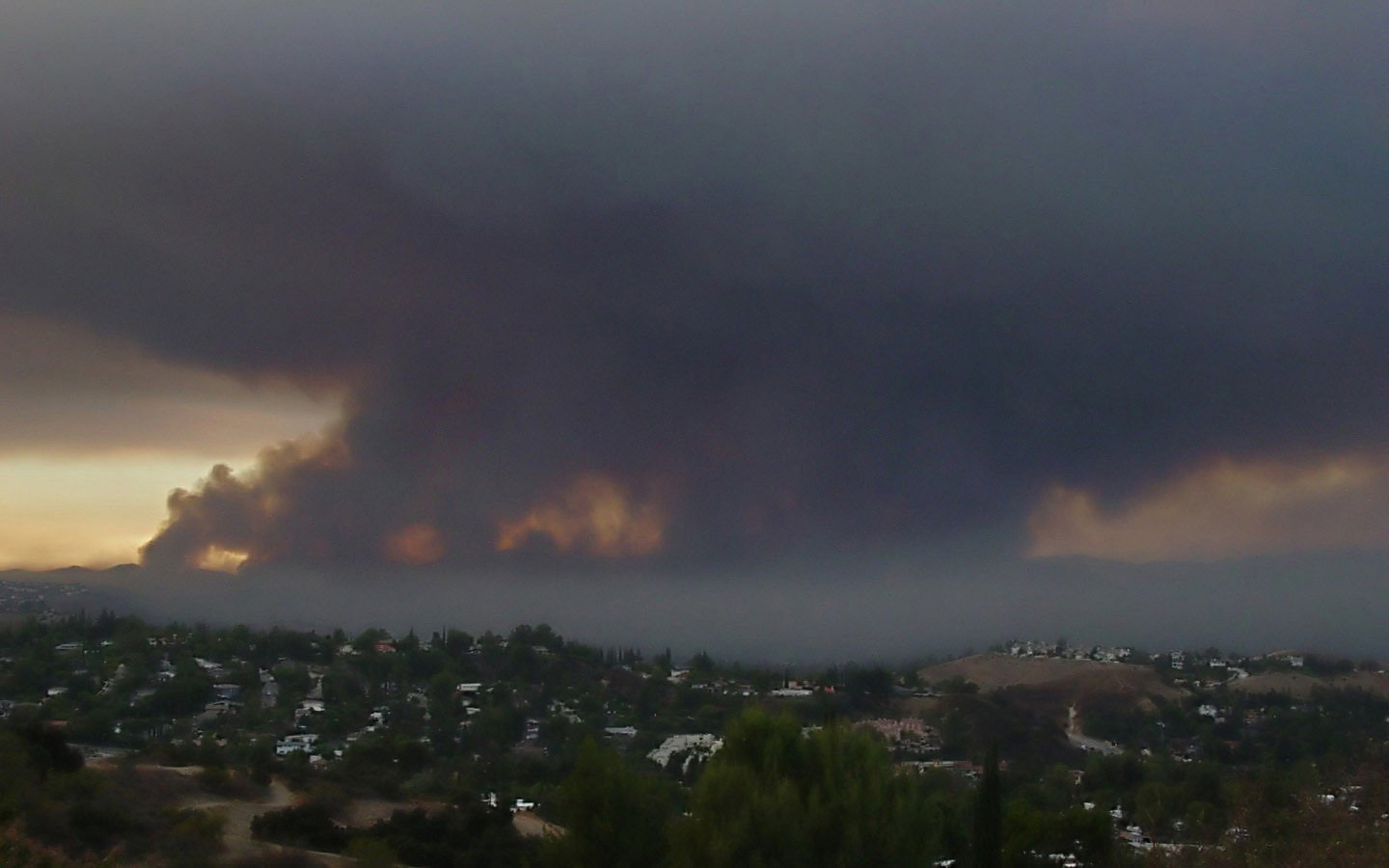
Fum d'un incendi forestal

Molts compostos es troben adsorbits a la superfície de partícules o dissolts en gotes de líquid. Molts compostos orgànics, típicament els hidrocarburs aromàtics, poden ser adsorbits sobre la superfície de partícules sòlides, així com alguns compostos inorgànics com per exemple el clorur d'hidrogen, que s'adsorbeix bé a les partícules de sutge. A més, el fum pot arrossegar partícules de matèria inerta. Les partícules d'amiant són un exemple d'elles, i aquestes són de particular preocupació.
Els grups aromàtics secundaris, com ara el poliestirè, augmenten la generació de fum igual que els polímers, que són una font significativa de fum. Això no obstant, els grups aromàtics integrats a la cadena principal del polímer disminueixen la producció de fum, probablement degut a la carbonització significativa. Els polímers alifàtics també tendeixen a generar menys fum i no són auto-extingibles. Però, un major grau de reticulació entre les cadenes del polímer fa augmentar significativament la producció de fum, així com la presència d'additius al combustible, que també produeix aquest efecte.

## Meteorologia
Com a fenomen meteorològic superficial i de reducció de la visibilitat, els fums són la suspensió en l'aire de petites partícules procedents de diverses combustions: fàbriques, xemeneies, trànsit, incendis. Aquest meteor es pot presentar prop de la superfície, o a altres altures de l'atmosfera, depenent de la direcció i velocitat del vent que arrossega les masses de partícules. A les ciutats es produeixen amb humitats relatives baixes. Quan hi ha fum a l'atmosfera, el Sol adquireix una tonalitat vermellosa en la seva sortida i posta i un to més ataronjat cap al migdia. El fum que prové de ciutats i zones industrials relativament pròximes, pot ser de color gris fosc o negre. Les grans columnes de fum originades pels incendis forestals difonen la llum solar i donen al cel una tonalitat groga-verdosa.
Els fums s'estenen formant un tel uniforme sobre el paisatge que n'entela la coloració i dificulta la nitidesa de l'aire. La visibilitat horitzontal està compresa entre 1 i 10 km. A banda de la contaminació, hi pot haver fums que limitin la visibilitat i hagin estat causats per incendis o per altres causes, per exemple, per erupcions volcàniques. S'anotaran els fenòmens igualment com a fums, amb l'observació corresponent. Són típics, encara que no exclusius, de situacions anticiclòniques a causa de la manca de ventilació. El fenomen dels fums acostuma a ser local i és relativament fàcil determinar el seu focus d'origen. Cal indicar que quan els fums es barregen amb boira, donen lloc al boirum o boira industrial.

## Mesura del fum
En el segle xv Leonardo da Vinci ja va comentar sobre la dificultat d'avaluar el fum i de la seva mesura. Va distingir entre el fum negre (partícules carbonitzades) i el fum blanc, que es compon per petites gotes d'aigua condensades.
En general, hi ha dos mètodes per a mesurar el fum; els que mesuren directament la transmitància de la llum en l'aerosol de fum (mètodes òptics) i els que recullen les partícules que componen el fum mitjançant un filtre d'aire (mètodes gravimètrics). Posteriorment, aquest filtre pot ser pesat o mesurat mitjançant la transmitància de la llum que el travessa.
Els principals mètodes per a la mesura del fum són els següents. Els tres primers són mètodes gravimètrics, mentre que la resta són mètodes òptics.
-	Dins de la línia de captura: s'aspira una mostra de fum a través d'un filtre que s'ha pesat prèviament. Després de l'assaig es torna a pesar el filtre i la diferència de pes serà la massa del fum de la mostra. Aquest mètode és el més simple de tots i, probablement, el més precís. Però només es pot utilitzar quan la concentració de fum és petita, ja que el filtre es pot saturar ràpidament.
-	Filtre/dilució túnel: s'aspira una mostra de fum a través d'un tub on es dilueix amb aire. La mescla de fum/aire resultant es fa passar per un filtre i es pesa. Aquest és el mètode reconegut internacionalment com a mesura del fum d'una combustió.
-	Precipitació electroestàtica: el fum passa a través d'una matriu de tubs de metall que contenen cables suspesos. S'aplica un potencial elèctric molt elevat a través dels tubs i cables de forma que les partícules de fum es carreguen i s'atrauen a les parets dels tubs. Aquest mètode és necessari per a avaluar volums de fum massa grans, ja que aquestes mostres no poden ser forçades a passar a través d'un filtre, com ara les mostres d'hulla.
-	Escala Ringelmann és una mesura del color del fum. Aquest mètode va ser inventat pel professor Maximilian Ringelmann a París l'any 1888. Es tracta essencialment d'una targeta amb quadrats de color negre, blanc i diferents tons de gris, que es comparen amb la tonalitat de la mostra de fum. És un mètode altament dependent de les condicions de llum i de l'habilitat de l'observador, que assigna un número (de 0, blanc, a 5, negre) al color del fum que es vol analitzar. Això no obstant, la simplicitat de l'escala Ringelmann ha fet que s'hagi adoptat com a estàndard en molts països.
-	Dispersió òptica: es fa passar un feix de llum per la mostra de fum. Un detector de llum que està situat a un angle determinat a la font de llum (normalment a 90°), de forma que només rep la llum reflectida de les partícules que passa. Es realitza una mesura de la llum rebuda, que serà més petita com més concentració de partícules de fum hi hagi.
-	Enfosquiment òptic: un feix de llum passa a través del fum i un detector disposat de forma oposada mesura la llum. Com més partícules hi hagi, menys llum es mesurarà.
-	Combinació de mètodes òptics: hi ha diversos dispositius òptics de mesura de fum que utilitzen diferents mètodes òptics. Entre ells s'utilitzen diverses longituds d'ona en un mateix instrument i s'aplica un algoritme per a donar una bona estimació de la quantitat de fum. El nefelòmetre i l'aetalòmetre són els aparells més utilitzats.
-	Interferència de monòxid de carboni: el fum és el cremat incomplet de combustible, mentre que el monòxid de carboni és el cremat incomplet de carboni. Per tant, s'assumeix que la mesura del CO en els gasos de combustió proporciona una bona aproximació als nivells de fum. Aquest és un procediment barat, senzill i de gran precisió. De fet, diverses jurisdiccions utilitzen la mesura del monòxid de carboni com a base de control de fum.

## Conseqüències del fum
El fum provoca la contaminació de l'aire i de l'ambient, degut als gasos i les partícules que el formen. A més a més, és una de les principals causes de les malalties respiratòries, ja que irrita els pulmons i dificulta la respiració.

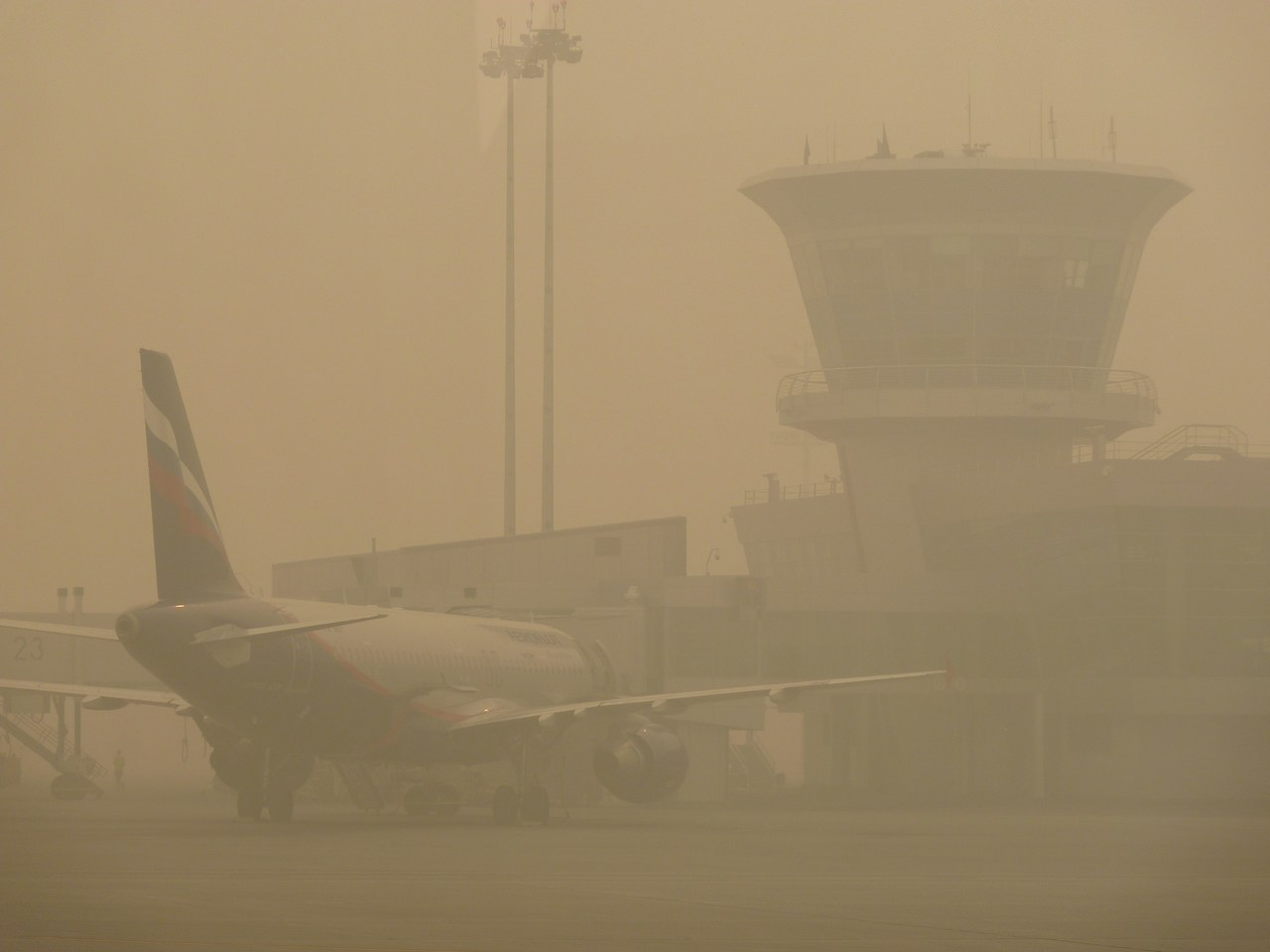
disminució de la visibilitat a causa d'un incendi forestal a l'aeroport de Sheremetyevo (Moscú, Rússia) 7 Agost 2010.

La contaminació del fum degut als gasos:
- Monòxid de carboni (CO) que redueix l'habilitat de la sang de portar oxigen als teixits.
- Hidrocarburs (CxHy), que són compostos orgànics volàtils que reaccionen amb els òxids de nitrogen (NO, NO₂) davant la llum solar per formar l'ozó (O₃). Això dona lloc també al "smog" que és una forma de contaminació originada a partir de la combinació de l'aire i, per tant, la permanència dels contaminants en les capes més baixes de l'atmosfera, degut a la seva major densitat. A més a més, els hidrocarburs poden causar càncer.
- Diòxid de nitrogen (NO₂). Es combina amb el vapor d'aigua per formar la pluja àcida. Afecta els pulmons.
- Diòxid de sofre (SO₂) també es combina amb el vapor d'aigua per donar lloc a la pluja àcida. És irritant als ulls i pulmons.

Aquests gasos contribueixen a l'efecte hivernacle, però sobretot el diòxid de nitrogen (NO₂). L'emissió d'aquest gas ha provocat que les concentracions de NO₂ a l'atmosfera augmentin un 15% durant els últims 200 anys.
La contaminació del fum degut a les partícules:
- Produeix partícules d'hulla (carbó sense cremar) i cendres (minerals que no es cremen), fums condensats i altres productes de combustió incompleta. La majoria de les partícules sòlides són d'una mida microscòpica la qual cosa fa que puguin estar volant o suspeses a l'atmosfera durant setmanes. I quan les inhalem, degut a la seva mida tan petita poden passar fàcilment als pulmons, travessant la mucositat protectora que envolta les vies respiratòries.

## Usos del fum
Si bé en la majoria de casos no es busca obtenir fum, sinó que sorgeix de cuinar, d'incendis (essent l'asfíxia la principal causa de mort) o fogueres, el fum s'ha usat al llarg de la història per: 
- Conservar i cuinar aliments, com el fumatge en el salmó.
- Inhalar substàncies, com en l'ús recreatiu de certes drogues.
- Comunicar-se a llarga distància (especialment entre les tribus indígenes americanes)
- Capacitats ofensives i defensives a l'exèrcit (cortines de fum)
- Controlar plagues (fumigació)
- Crear un ambient especial a concerts i a la discoteca.